# Championnat d'Angleterre de rugby à XV 2021-2022
 (août 2021).
Si vous disposez d'ouvrages ou d'articles de référence ou si vous connaissez des sites web de qualité traitant du thème abordé ici, merci de compléter l'article en donnant les références utiles à sa vérifiabilité et en les liant à la section « Notes et références ».
Navigation
Gallagher Premiership
 2020-2021 Gallagher Premiership 2022-2023
Le championnat d'Angleterre de rugby à XV 2021-2022, qui porte le nom Gallagher Premiership de son sponsor du moment, oppose les douze meilleures équipes anglaises de rugby à XV. Le championnat débute le 17 septembre 2021 et s'achève le 18 juin 2022 par une finale au stade de Twickenham, à Londres. Une première phase de classement voit s'affronter toutes les équipes en matchs aller et retour. À la fin de cette phase régulière, les quatre premières équipes sont qualifiées pour les demi-finales. La saison se termine sur une phase de playoff avec des demi-finales et une finale pour l'attribution du titre.

## Liste des équipes en compétition
| Bath Bristol Exeter Gloucester Harlequins Leicester Irish Newcastle Northampton Sale Saracens Wasps Worcester |

La compétition oppose pour la saison 2021-2022 les treize meilleures équipes anglaises de rugby à XV :
- Bath Rugby
- Bristol Bears
- Exeter Chiefs
- Gloucester Rugby
- Harlequins
- Leicester Tigers
- London Irish
- Newcastle Falcons
- Northampton Saints
- Sale Sharks
- Saracens
- Wasps
- Worcester Warriors

## Résumé des résultats

### Phase régulière

#### Classement de la phase régulière
| Rang | Club               | J  | V  | N | D  | Bo | Bd | Pm  | Pe  | Diff | Pts |
| ---- | ------------------ | -- | -- | - | -- | -- | -- | --- | --- | ---- | --- |
| 1    | Leicester Tigers   | 24 | 20 | 0 | 4  | 11 | 3  | 726 | 452 | +274 | 94  |
| 2    | Saracens (P)       | 24 | 17 | 1 | 6  | 12 | 5  | 769 | 509 | +260 | 87  |
| 3    | Harlequins (T)     | 24 | 15 | 0 | 9  | 14 | 6  | 647 | 554 | +93  | 80  |
| 4    | Northampton Saints | 24 | 14 | 0 | 10 | 14 | 5  | 764 | 639 | +125 | 75  |
| 5    | Gloucester Rugby   | 24 | 13 | 1 | 10 | 12 | 7  | 685 | 525 | +160 | 73  |
| 6    | Sale Sharks        | 24 | 12 | 3 | 9  | 11 | 3  | 559 | 495 | +64  | 68  |
| 7    | Exeter Chiefs      | 24 | 13 | 0 | 11 | 9  | 8  | 584 | 534 | +50  | 69  |
| 8    | London Irish       | 24 | 9  | 5 | 10 | 14 | 3  | 660 | 666 | -6   | 63  |
| 9    | Wasps              | 24 | 11 | 1 | 12 | 8  | 6  | 614 | 600 | +14  | 60  |
| 10   | Bristol Bears      | 24 | 8  | 0 | 16 | 11 | 5  | 573 | 718 | -145 | 48  |
| 11   | Worcester Warriors | 24 | 6  | 1 | 17 | 7  | 2  | 451 | 814 | -363 | 35  |
| 12   | Newcastle Falcons  | 24 | 6  | 1 | 17 | 4  | 4  | 436 | 660 | -224 | 34  |
| 13   | Bath Rugby         | 24 | 5  | 1 | 18 | 4  | 6  | 461 | 763 | -302 | 32  |

|  | Qualifiés pour la phase finale et la Champions Cup 2022-2023 (no 1, no 2, no 3, no 4). |
|  | Qualifiés pour la Champions Cup 2022-2023 (no 5, no 6, no 7, no 8).                    |
|  | T : tenant du titre 2020-2021 ; P : promu 2020-2021                                    |

Attribution des points : victoire sur tapis vert : 5, victoire : 4, match nul : 2, défaite : 0, forfait : -2 ; plus les bonus (offensif : 4 essais marqués ; défensif : défaite par 7 points d'écart maximum).
Règles de classement : 1. Nombre de victoires ; 2.différence de points ; 3. nombre de points marqués ; 4. points marqués dans les matchs entre équipes concernées ; 5. Nombre de victoires en excluant la 1re journée, puis la 2e journée, et ainsi de suite.

#### Résultats détaillés
Les points marqués par chaque équipe sont inscrits dans les colonnes centrales (3-4) alors que les essais marqués sont donnés dans les colonnes latérales (1-6). Les points de bonus sont symbolisés par une bordure bleue pour les bonus offensifs (quatre essais ou plus), orange pour les bonus défensifs (défaite par moins de sept points d'écart), rouge si les deux bonus sont cumulés.

### Phase finale

#### Demi-finales
| 11 juin 2022 CEST | Saracens | 34 - 17 (15 - 12) | Harlequins | StoneX Stadium 10 500 spectateurs |
| 11 juin 2022 CEST |          |                   |            | StoneX Stadium 10 500 spectateurs |
| 11 juin 2022 CEST |          |                   |            | StoneX Stadium 10 500 spectateurs |

| 11 juin 2022 CEST | Leicester Tigers | 27 - 14 (6 - 6) | Northampton Saints | Welford Road Stadium 22 122 spectateurs |
| 11 juin 2022 CEST |                  |                 |                    | Welford Road Stadium 22 122 spectateurs |
| 11 juin 2022 CEST |                  |                 |                    | Welford Road Stadium 22 122 spectateurs |

#### Finale
| 18 juin 2022 CEST | Leicester Tigers                                                                                     | 15 - 12 (12 - 6) | Saracens                                           | Stade de Twickenham 72 784 spectateurs |
| 18 juin 2022 CEST | Essai(s) : 2 Liebenberg (26e), Wiese (34e) Transformation(s) : 1 Burns (27e) Drop(s) : 1 Burns (79e) |                  | Pénalité(s) : 4 Farrell (4e, 69e, 77e), Daly (30e) | Stade de Twickenham 72 784 spectateurs |
| 18 juin 2022 CEST | |                  |                                                    | Stade de Twickenham 72 784 spectateurs |